# DBeaver
DBeaver ist ein Open-Source-Client für die Administration verschiedener Datenbanksysteme, darunter MySQL, MariaDB, Oracle, Db2, PostgreSQL und Microsoft SQL Server. Neben diesen relationalen Datenbanken in der „DBeaver Community“-Version unterstützt die kommerzielle und proprietäre „DBeaver PRO“-Edition außerdem NoSQL-Datenbanken, einschließlich MongoDB, Apache Cassandra, Redis und Neo4j.
DBeaver gehört wie beispielsweise HeidiSQL, phpMyAdmin und SQuirreL SQL Client auch zu den weitverbreiteten open-source Datenbank-Administrationstools.

## Geschichte
Das Hobbyprojekt DBeaver startete Serge Rider im Jahr 2010. 2013 wurde die erste Open-Source-Version veröffentlicht. Ab 2016 wurde die Entwicklung auf GitHub fortgeführt, was zur Gewinnung neuer Mitwirkender führte. 2017 wurde das Unternehmen offiziell gegründet und damit die kommerzielle Version, DBeaver Enterprise, eingeführt. Im Jahr 2020 folgte mit CloudBeaver eine leichtgewichtige und webbasierte Anwendung zur Datenbankadministration. 2022 wurde das übergeordnete Produkt „Team Edition“ veröffentlicht, welches die Desktop- und Webversionen von DBeaver mit Funktionen zur Zusammenarbeit erweitert.

## Funktionen
DBeaver besitzt verschiedene Funktionen zur Verwaltung von Datenbanken: 
- Verbindung zu verschiedensten Datenbanken via JDBC
- Daten-Browser
- SQL-Editor mit Syntaxhervorhebung und Autovervollständigung
- grafische Datenmanipulierung
- DDL-Generierung
- Schema-Visualisierung als ERD
- Daten-Export (z. B. CSV, Markdown, HTML oder JSON)
- Daten-Import (CSV)
- Kommunikation mit der Datenbank via SSH-Tunnel oder TLS/SSL
- Mock-Daten-Generator
- Volltextsuche

## Versionen
- DBeaver Community
- DBeaver PRO (Lite edition, Enterprise edition, Ultimate edition)
- CloudBeaver Enterprise
- Team Edition